# 心中・恋の大和路
『心中・恋の大和路』は、1982年の宝塚歌劇団のミュージカル作品。
バウ・ミュージカル「心中・恋の大和路」－近松門左衛門「冥途の飛脚」より－脚本・演出：菅沼潤。

## 概要
- 原作は近松門左衛門の浄瑠璃『冥途の飛脚』。
- バウ・ミュージカル 2幕作品である。
- 脚本・演出：菅沼潤。1998年からは谷正純が潤色・演出を担当。

## これまでの上演

### 公演期間・公演場所
- 星組が1979年11月18日～12月2日に宝塚バウホール初演。

- 星組が1982年10月30日～11月14日に宝塚バウホールで上演。

- 月組が1989年1月14日～1月29日に宝塚バウホールで上演。

- 雪組が1998年6月6日～6月21日に宝塚バウホールで、1999年1月28日～2月9日に日本青年館で上演。

- 雪組が2014年3月14日～3月24日にシアター・ドラマシティで、4月15日～4月21日に日本青年館で上演。

- 雪組が2022年7月20日〜7月28日にシアター・ドラマシティで、8月3日〜8月9日に日本青年館で上演。

## 主な配役
|                | 1979年 星組 | 1982年 星組 | 1989年 月組 | 1998年 雪組                         | 2014年 雪組 | 2022年 雪組 |
| -------------- | ----------- | ----------- | ----------- | ----------------------------------- | ----------- | ----------- |
| 亀屋忠兵衛     | 瀬戸内美八  | 瀬戸内美八  | 剣幸        | 汐風幸                              | 壮一帆      | 和希そら    |
| 梅川           | 遥くらら    | 姿晴香      | こだま愛    | 貴咲美里                            | 愛加あゆ    | 夢白あや    |
| 丹波屋八右衛門 | 峰さを理    | 峰さを理    | 桐さと実    | 汐美真帆（宝塚） 朝海ひかる（東京） | 未涼亜希    | 凪七瑠海    |

- 1999年、2001年、2007年に宝塚OGによる特別公演が行われている。主演はいずれも瀬戸内美八。

## 主な楽曲
- この世にただひとつ

- 相合篭

- 愛染明王

- あさぎり

- 飴屋

- かもん

- きんぎん

- 旅人の歌

- ちょろ舞

- 友よ

- とんぼり

- どうしようかいの

- 平野川

- 封印切

- 藤井寺

- 古手買

- りっちゃりつりり

- 横堀川

- 引き祝いの舞（作詞：菅沼　潤 作曲：吉崎憲治）

- 祝ぎ歌（作詞：PD 作曲：吉崎憲治）

## スタッフ

### 初演・1979年
1982年
- 脚本・演出：菅沼潤
- 作曲・編曲：吉崎憲治
- 編曲：橋本和明
- 音楽指揮：野村修
- 振付：松本尚女
- 振付補：松本悠里
- 装置：大橋泰弘
- 衣装：任田幾英、中川菊枝
- 照明：沢田祐二
- 照明補：小川清次
- 演出補：三木章雄
- 演出助手：谷正純
- 演奏：宝塚ニューサウンズ
- 制作：久国高
- 企画：宝塚歌劇団
- 主催：宝塚企画

1989年
- 脚本・演出：菅沼潤
- 作曲・編曲：吉崎憲治
- 編曲：橋本和明
- 振付：松本尚女
- 振付補：松本悠里
- 装置：大橋泰弘
- 衣装：任田幾英、中川菊枝
- 照明：沢田祐二
- 演出助手：谷正純
- 演奏：宝塚ニューサウンズ
- 製作：細川勝幸
- 制作飯島健
- 制作・著作：宝塚歌劇団
- 主催：宝塚企画

1998年
- 脚本・演出：菅沼潤
- 演出：谷正純
- 作曲・編曲：吉崎憲治
- 編曲：橋本和明
- 振付：松本尚女
- 振付補：松本悠里
- 装置：大橋泰弘
- 衣装：任田幾英
- 照明：沢田祐二
- 音響：加門清邦
- 演技指導：村田富久
- 演出助手：荻田浩一
- 衣装補：河底美由紀
- 舞台進行：山崎芳雄
- 演奏：宝塚ニューサウンズ
- 制作植田孝
- 制作・著作：宝塚歌劇団
- 主催：宝塚クリエイティブアーツ

2014年
- 脚本：菅沼潤
- 演出：谷正純
- 作曲・編曲・録音音楽指揮：吉崎憲治
- 振付：松本尚女
- 振付：西崎峰
- 装置：大橋泰弘
- 衣装：任田幾英
- 照明：沢田祐二
- 音響：切江勝
- 小道具：三好佑磨
- 演技指導：立ともみ
- 演出助手：原田諒
- 装置補：森田智弘
- 舞台進行：山崎芳雄
- 舞台美術製作：株式会社宝塚舞台
- 録音演奏：宝塚ニューサウンズ
- 制作：角田泰久
- 制作補：松倉靖恵
- 制作・著作：宝塚歌劇団
- 主催：株式会社梅田芸術劇場

2022年
- 原作：近松門左衛門
- 脚本：菅沼潤
- 演出：谷正純
- 作曲・編曲：吉崎憲治
- 振付：松本尚女
- 振付：山村侃
- 装置：大橋泰弘
- 衣装監修：任田幾英
- 衣装：加藤真美
- 照明：沢田祐二
- 音響：切江勝
- 小道具：市名史弥
- 演技指導：立ともみ
- 歌唱指導：南風舞
- 演出助手：谷貴矢
- 装置補：森田智弘
- 舞台進行：荒川陽平
- 舞台美術製作：株式会社宝塚舞台
- 録音演奏：宝塚ニューサウンズ
- 制作：山中一平
- 制作補：齊藤智子
- 制作・著作：宝塚歌劇団
- 主催：阪急電鉄株式会社

## 関連
- 「心中・恋の大和路」(CD)1989年 月組公演(TMPC-26A)
- 心中・恋の大和路～近松門左衛門「冥途の飛脚」より～(ビデオ)1998年 雪組公演(TCAV-79B)
- 「心中・恋の大和路」(DVD)2014年 雪組公演(TCAD-431B)
- 「心中・恋の大和路」(Blu-ray)2022年 雪組公演(TCAB-194B)